# Diaphorus contiguus
Diaphorus contiguus är en tvåvingeart som beskrevs av Aldrich 1896. Diaphorus contiguus ingår i släktet Diaphorus och familjen styltflugor. Inga underarter finns listade i Catalogue of Life.